# 崔子格
崔子格（1988年11月25日—），女，汉族，生于乌鲁木齐，中国歌手。其词曲作品《花的嫁纱》被稱為“洗脑神曲”，在“金钟50”网民票选中，获得“最洗脑戏剧神曲”和“经典戏剧神曲”两项冠军，后又凭借《老婆最大》《卜卦》《暖男》《不再联系》《路灯下的大女孩》等一系列“数位神曲”闯荡歌坛并占有一席之地。是太子妃升職記主題曲《可念不可說》的原唱，還與夏天Alex合唱過《不再聯繫》。于2018年进军马来西亚乐坛，受到马来西亚瑞华唱片公司陈瑞钿的赏识，让崔子格正式签约瑞华唱片公司并发行新歌加精选辑。